# 続古今和歌集
『続古今和歌集』（しょくこきんわかしゅう）は、鎌倉時代の勅撰集で、二十一代集の第十一番目。全20巻からなり、総歌数1915首（伝本によって異同がある）。

## 構成
撰者の一人である九条基家筆の仮名序と、菅原長成筆の真名序を持つ。歌人を当世と故者に分けて、入集歌数および略伝を附す『続古今和歌集目録』も2種類伝わる。部立は、春（上・下）・夏・秋（上・下）・冬・神祇・釈教・離別・羇旅・恋（五巻）・哀傷・雑（三巻）・賀である。

## 成立
御子左家の当主・藤原為家が、正元元年（1259年）3月16日に後嵯峨院から勅撰集撰進の命を受けた。ところが、弘長二年（1262年）9月後嵯峨院の勅宣により、九条内大臣基家・衣笠内大臣家良・六条行家（1223－1275）・葉室光俊（真観）の4名が新しく撰者として加わった。鎌倉将軍宗尊親王と懇意だった光俊が為家に対抗するため、あるいは後嵯峨院が『新古今和歌集』に倣って複数撰者の形式にするためと考えられる。『井蛙抄』によれば、憤懣やるかたない為家は、4人が加わって以降、撰歌を嫡男為氏に任せたという。文永2年（1265年）12月26日に奏覧、同三年三月十二日竟宴。撰者5人のうち、家良は完成を待たず、文永元年（1264年）に没した。
代表的な当代歌人は、鎌倉将軍宗尊親王（67首）、当時の政界の大老・西園寺実氏（61首）、後嵯峨院（54首）ら権門の貴顕で、4人の撰者も20首以上入集している（行家は17首）。物故者では、『新古今和歌集』の軸となった藤原定家（56首）・後鳥羽院（49首）・藤原家隆（41首）らが入集している。順徳院（35首）より、歌人として劣る土御門院（後嵯峨院の実父）の方が3首多く選入されたのは、多分後嵯峨院の意志によるものであろう。
後嵯峨院がどの程度精撰に関与したか不明だが、形式と内容は『新古今和歌集』を強く意識したものである。そのため、歌風は『続後撰和歌集』『新勅撰和歌集』に比べると華麗であるが、古風な傾向も顕著とされる。平安時代の古歌で、この集で初めて勅撰に採録されたものも多数ある。

## 校訂本
- 久保田淳・藤川功和・山本啓介・木村尚志校注『続古今和歌集　和歌文学大系38』明治書院、2019年